# Valverde de la Virgen
Valverde de la Virgen – gmina w Hiszpanii, w prowincji León, w Kastylii i León, o powierzchni 63,63 km². W 2011 roku gmina liczyła 7118 mieszkańców.